# 出平站
出平站（日语：／ Dashidaira eki */?）是位於富山縣黑部市宇奈月町音澤，黑部峽谷鐵道本線的車站。此站只可讓關西電力職員上下車，一般乘客不可乘車。但是當區間運行需要在此站折返時，一般乘客不可下車，需要乘坐相同列車折返。

## 車站構造
車站是一座地面車站，設有1面2線的島式月台。此站位於海拔370米。此站設有引込線，經常有大車停泊。

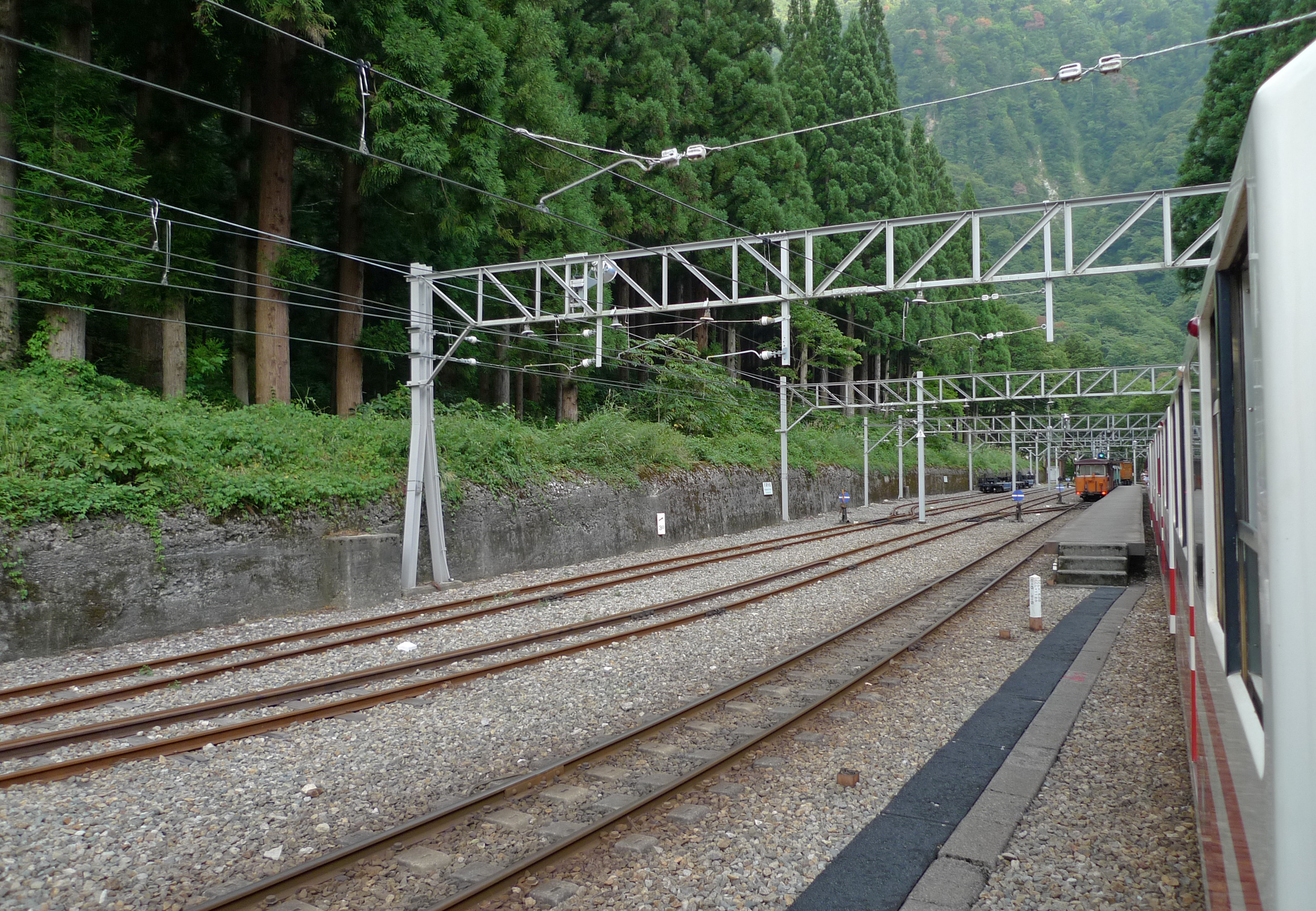
月台和山邊的側線
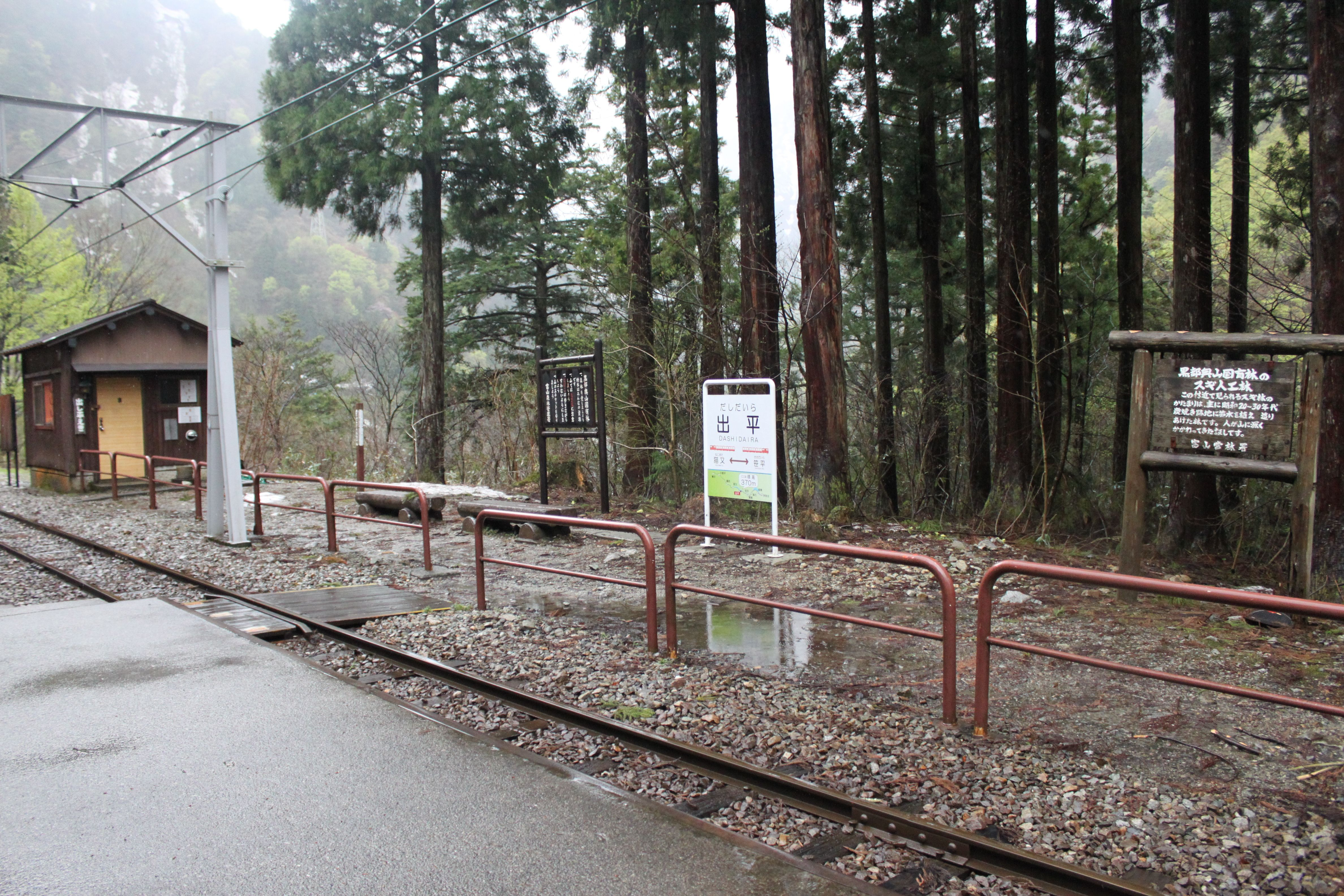
站名牌

## 車站周邊
附近設有出平水壩。

## 相鄰車站
黑部峽谷鐵道
本線
關西電力專用列車
笹平－出平－貓又
旅客列車
通過